# Andre Boucaud
Andre Boucaud (Londres, Inglaterra, 10 de octubre de 1984) es un exfutbolista de Trinidad y Tobago nacido en Inglaterra que jugaba en la posición de centrocampista.

## Carrera

### Club
| Club                       | Temporada        | Liga                  | Liga       | Liga  | FA Cup     | FA Cup | League Cup | League Cup | Otros      | Otros | Total      | Total |
| Club                       | Temporada        | División              | Aparciones | Goles | Aparciones | Goles  | Aparciones | Goles      | Aparciones | Goles | Aparciones | Goles |
| -------------------------- | ---------------- | --------------------- | ---------- | ----- | ---------- | ------ | ---------- | ---------- | ---------- | ----- | ---------- | ----- |
| Reading                    | 2002–03          | First Division        | 0          | 0     | 0          | 0      | 0          | 0          | 0          | 0     | 0          | 0     |
| Reading                    | 2003–04          | First Division        | 0          | 0     | 0          | 0      | —          | —          | —          | —     | 0          | 0     |
| Reading                    | Total            | Total                 | 0          | 0     | 0          | 0      | 0          | 0          | 0          | 0     | 0          | 0     |
| Peterborough United (loan) | 2002–03          | Second Division       | 6          | 0     | —          | —      | —          | —          | —          | —     | 6          | 0     |
| Peterborough United (loan) | 2003–04          | Second Division       | 8          | 1     | —          | —      | 1          | 0          | —          | —     | 9          | 1     |
| Peterborough United        | 2004–05          | League One            | 22         | 1     | 1          | 0      | 0          | 0          | 1          | 0     | 24         | 1     |
| Peterborough United        | 2005–06          | League Two            | 3          | 0     | —          | —      | 0          | 0          | —          | —     | 3          | 0     |
| Peterborough United        | Total            | Total                 | 39         | 2     | 1          | 0      | 1          | 0          | 1          | 0     | 42         | 2     |
| Aldershot Town (cedido)    | 2005–06          | Conference National   | 9          | 0     | 2          | 0      | —          | —          | 2          | 0     | 13         | 0     |
| Kettering Town             | 2006–07          | Conference North      | 39         | 4     | 4          | 0      | —          | —          | 7          | 1     | 50         | 5     |
| Wycombe Wanderers          | 2007–08          | League Two            | 10         | 0     | 0          | 0      | 0          | 0          | 1          | 0     | 11         | 0     |
| Kettering Town             | 2008–09          | Conference Premier    | 42         | 0     | 7          | 0      | —          | —          | 6          | 0     | 55         | 0     |
| Kettering Town             | 2009–10          | Conference Premier    | 36         | 0     | 4          | 0      | —          | —          | 1          | 0     | 41         | 0     |
| Kettering Town             | 2010–11          | Conference Premier    | 20         | 0     | 1          | 0      | —          | —          | —          | —     | 21         | 0     |
| Kettering Town             | Total            | Total                 | 98         | 0     | 12         | 0      | —          | —          | 7          | 0     | 117        | 0     |
| York City                  | 2010–11          | Conference Premier    | 19         | 0     | —          | —      | —          | —          | 1          | 0     | 20         | 0     |
| York City                  | 2011–12          | Conference Premier    | 24         | 1     | 0          | 0      | —          | —          | 1          | 0     | 25         | 1     |
| York City                  | Total            | Total                 | 43         | 1     | 0          | 0      | —          | —          | 2          | 0     | 45         | 1     |
| Luton Town                 | 2011–12          | Conference Premier    | 7          | 0     | —          | —      | —          | —          | 0          | 0     | 7          | 0     |
| Notts County               | 2012–13          | League One            | 39         | 1     | 2          | 0      | 0          | 0          | 2          | 0     | 43         | 1     |
| Notts County               | 2013–14          | League One            | 29         | 0     | 1          | 0      | 2          | 0          | 1          | 0     | 33         | 0     |
| Notts County               | Total            | Total                 | 68         | 1     | 3          | 0      | 2          | 0          | 3          | 0     | 76         | 1     |
| Dagenham & Redbridge       | 2014–15          | League Two            | 41         | 0     | 1          | 0      | 1          | 1          | 0          | 0     | 43         | 1     |
| Dagenham & Redbridge       | 2015–16          | League Two            | 25         | 0     | 2          | 0      | 1          | 0          | 0          | 0     | 28         | 0     |
| Dagenham & Redbridge       | 2016–17          | National League       | 36         | 0     | 2          | 0      | —          | —          | 3          | 0     | 41         | 0     |
| Dagenham & Redbridge       | 2017–18          | National League       | 41         | 0     | 2          | 0      | —          | —          | 1          | 0     | 44         | 0     |
| Dagenham & Redbridge       | Total            | Total                 | 143        | 0     | 7          | 0      | 2          | 1          | 4          | 0     | 156        | 1     |
| Barnet                     | 2018–19          | National League       | 16         | 0     | 2          | 0      | —          | —          | 3          | 0     | 21         | 0     |
| Barnet                     | 2019–20          | National League       | 7          | 0     | 2          | 0      | —          | —          | 0          | 0     | 9          | 0     |
| Barnet                     | Total            | Total                 | 23         | 0     | 4          | 0      | —          | —          | 3          | 0     | 30         | 0     |
| Maidstone United           | 2019–20          | National League South | 7          | 0     | —          | —      | —          | —          | —          | —     | 7          | 0     |
| Total de carrera           | Total de carrera | Total de carrera      | 486        | 8     | 33         | 0      | 5          | 1          | 30         | 1     | 554        | 10    |

### Selección nacional
Aunque nació en Inglaterra, Boucaud decidió representar a Trinidad y Tobago por el origen de sus padres, ya que su padre nació en Port of Spain y su madre en Princes Town. Tuvo su debut internacional a los 19 años entrando de cambio al minuto 61 en la victoria por 2–0 ante Irak en un partido amistoso en the Hawthorns el 23 de mayo de 2004. Una semana después jugó en la derrota por 1-4 ante Escocia el 30 de mayo de 2004. Su primer partido como titular fue en la derrota por 0-3 ante Irlanda del Norte el 6 de junio de 2004. Jugó en tres partidos de la clasificación al mundial de 2006 ante San Cristóbal y Nieves y dos ante México.
Boucaud volvió a ser convocado hasta 2004 en un partido amistoso ante Haití el 10 de agosto de 2011, pero el partido no se jugó por flata de fondos. Jugó en la clasificación para el mundial de 2014 ante Bermudas y Barbados, donde estuvo en la banca. Boucaud no jugó un partido internacional hasta el 4 de junio de 2013, cuando fue titular en la derrota por 0-4 ante Rumania en un partido amistoso. Su primer gol internacional lo anotó en la victoria por 3–1 sobre Arabia Saudita en el King Fahd International Stadium el 9 de septiembre de 2013.
| N.º | Fecha                   | Sede                                                    | Partido | Rival          | Marcador | Resultado | Torneo                          | Ref.   |
| --- | ----------------------- | ------------------------------------------------------- | ------- | -------------- | -------- | --------- | ------------------------------- | ------ |
| 1   | 9 de septiembre de 2013 | King Fahd International Stadium, Riad, Arabia Saudita   | 12      | Arabia Saudita | 3–1      | 3–1       | Copa OSN 2013                   | [ 24 ] |
| 2   | 12 de julio de 2015     | University of Phoenix Stadium, Glendale, Estados Unidos | 27      | Cuba           | 2–0      | 2–0       | Copa de Oro de la Concacaf 2015 | [ 25 ] |